# Tarzan, der Gewaltige
Tarzan, der Gewaltige (Originaltitel: Tarzan the Magnificent) ist ein britischer Spielfilm aus dem Jahr 1960. Regie führte Robert Day, der zusammen mit Gene Giler auch das Drehbuch unter der Verwendung der Figuren von Edgar Rice Burroughs verfasste. Die Titelrolle spielte zum letzten Mal Gordon Scott. In den USA kam der Streifen am 20. Juli 1960 ins Kino. In der Bundesrepublik Deutschland fand die Uraufführung am 28. April 1961 statt.

## Handlung
Die Bande um die berüchtigte Banton-Familie, bestehend aus dem Vater Abel und seinen vier Söhnen, überfällt das Lohnbüro der Minengesellschaft. Dabei wird ein Polizeibeamter durch den gesuchten Coy Banton erschossen. Inspektor Winters gelingt es, nach einer Verfolgung Coy nachts zu überwältigen und aus der Gruppe zu entführen. Zwei der Bantons lauern Winters auf dem Weg zurück auf und erschießen ihn. Der zufällig in der Nähe anwesende Tarzan kann den Befreiungsversuch verhindern, indem er einen der Angreifer tötet und Coy in die nahegelegene Siedlung Mantu bringt.
Tarzan möchte die auf Coy ausgesetzte Belohnung für Winters’ Frau und Kinder haben. Dazu muss Coy in der Stadt Kairobi abgeliefert werden. Die ängstlichen Bewohner weigern sich allerdings, Tarzan zu helfen. Abel Banton versucht die Auslieferung seines Sohnes an die Behörden zu erschweren, indem er das Schiff nach Kairobi überfällt und in die Luft sprengt. Anschließend droht er mit seinen zwei verbliebenen Söhnen den Dorfbewohnern mit Sanktionen, sollten diese Tarzan helfen. Tarzan, der sich mit Clay versteckt hat, bleiben als Begleiter nur der Matrose Tate sowie die Schiffspassagiere des zerstörten Bootes, bestehend aus dem Geschäftsmann Ames mit seiner Frau, der jungen Lori sowie dem Mediziner Conway.
Auf dem Marsch durch den Dschungel wird die Gruppe von Eingeborenen gefangen genommen. Diese geben Clay die Schuld am Tod eines Stammesmitgliedes und fordern seine Hinrichtung. Als Conway der schwangeren Frau des Häuptlings bei der Geburt hilft, lässt dieser die Gruppe aus Dankbarkeit frei. Während der weiteren Reise hinterlässt Coy Spuren für seine Familie, ebenso versucht er die Gruppe gegeneinander aufzuhetzen und flirtet unverblümt mit Ames’ Frau.
Als die Bantons die Gruppe überfallen, wird Tate erschossen und Tarzan muss sich mit Coy im Treibsand verstecken. Daher wird er vom Rest der Gruppe getrennt. Es gelingt ihm rechtzeitig zurückzukommen, um die Vergewaltigung Loris durch Johnny zu verhindern. Beim Zweikampf löst sich ein Schuss und der jüngste Banton stirbt. Eathon Banton streitet sich am Grabe seines jüngeren Bruders mit seinem Vater und lässt ihn im Stich. Fay befreit nachts Coy, in den sie sich verliebt hat, und die beiden flüchten. Als sie müde wird, wird Fay von Coy zurückgelassen und kurz darauf von einem Löwen getötet. Tarzan nimmt die Verfolgung auf und stellt die beiden Bantons an den Wasserfällen. Coy erschießt aus Versehen seinen Vater. Im anschließenden Zweikampf besiegt Tarzan Coy und liefert ihn und die drei verbleibenden Reisenden bei den Polizeibehörden ab.

## Hintergrund
Jock Mahoney, der hier den Bösewicht spielt, übernahm ab 1962 für die nächsten zwei Filme selber die Rolle des Tarzan. Hauptdarsteller Scott war hier zum sechsten und letzten Mal als Tarzan zu sehen.

## Kritik
Cinema sagt, „der Film sei um Realismus bemüht“.
Der Filmdienst bezeichnete den Film als „spannungsreich, aber ungewohnt harten und humorlosen Abenteuerfilm“.
Das englischsprachige Kritikerportal Rotten Tomatoes meldet eine positive Zuschauerwertung von 100 % für den Film.

## Synchronisation
Die deutsche Synchronbearbeitung entstand nach den Dialogbüchern von Bodo Francke unter der Regie von Curt Ackermann in den Ateliers der Berliner Synchron GmbH in Berlin.
| Rolle         | Darsteller        | Synchronsprecher      |
| ------------- | ----------------- | --------------------- |
| Tarzan        | Gordon Scott      | Horst Niendorf        |
| Abel Banton   | John Carradine    | Walther Suessenguth   |
| Ames          | Lionel Jeffries   | Siegfried Schürenberg |
| Conway        | Charles Tingwell  | Lothar Blumhagen      |
| Coy           | Jock Mahoney      | Axel Monjé            |
| Dexter        | Ewen Solon        | Toni Herbert          |
| Dr. Blake     | Peter Howell      | Friedrich Joloff      |
| Fay Armes     | Betta St. John    | Agi Prandhoff         |
| Frye          | Tommy Duggan      | Curt Ackermann        |
| Johnny        | Gary Cockrell     | Rainer Brandt         |
| Lori          | Alexandra Stewart | Christel Merian       |
| Martin Banton | Al Mulock         | Jan Hendriks          |
| Tate          | Earl Cameron      | Gerd Duwner           |